# Didymodon bartramii
Didymodon bartramii là một loài Rêu trong họ Pottiaceae. Loài này được R.H. Zander mô tả khoa học đầu tiên năm 1993.